# Linda Olofsson
Linda Sara Maria Olofsson, född 24 maj 1973 i Vännäsby, Västerbotten, är en svensk TV-journalist.

## Biografi
Olofsson växte upp i Vännäsby och läste journalistutbildning på Mitthögskolan (senare Mittuniversitetet) i Sundsvall. Hon var flera år på Mittnytt i Sundsvall innan hon under åren 2002–2005 ledde programmet Mitt i naturen, för vilket hon 2012 var producent. Hon var även debattledare i SVT:s Argument tillsammans med Helena Wink.
Hon har även varit programledare för Sverige idag på SVT och är omväxlande redaktör, programledare och producent för Go'kväll.
Olofsson har sedan hösten 2010 varit programledare för Studio natur, som är ett naturprogram på SVT. Programmet tar upp tittarfrågor som besvaras med hjälp av naturexperterna Marie Dacke, Kristina Sundell och Bent Christensen.

### Familj
Linda Olofsson är dotter till SVT-profilen Sverker Olofsson. Hon bor i Umeå med sambo och tre barn.